# Krydstabulering
I krydstabuleringer illustreres sammenhængen mellem to spørgsmål med faste svarmuligheder.
Dermed kan forskellige respondentgruppers (grupper af svarpersoner) besvarelser af spørgsmål sammenlignes.
Ofte kan værdierne vises i enten antal eller procent eller i en kombination.
| Samfundsvidenskab | Spire Denne artikel om samfundsvidenskab er en spire som bør udbygges. Du er velkommen til at hjælpe Wikipedia ved at udvide den. |